# Séléniure de zinc
Le séléniure de zinc est un composé chimique binaire, solide ionique jaune à rouge clair, à base de zinc Zn et de sélénium Se, de formule ZnSe.

## Occurrences naturelles et artificielles
Ce corps se trouve rarement dans la nature. Signalons la stilléite de structure cubique qui doit son nom à Hans Stille.
ZnSe peut être produit au laboratoire soit dans le réseau cristallin cubique (plus commun), soit hexagonal.

## Propriétés physiques et chimiques
C'est un semi-conducteur intrinsèque utilisé par exemple pour les diodes électroluminescentes et les diodes laser. Il présente une largeur de bande interdite d'environ 2,70 eV (électron-volt) à 25 °C.
Il peut être déposé en film mince par les techniques du dépôt chimique en phase vapeur y compris l'épitaxie en phase vapeur aux organométalliques et l'évaporation sous vide.
Le séléniure de zinc est insoluble dans l'eau mais soluble dans les acides. Il réagit avec les acides pour former du séléniure d'hydrogène qui est un gaz toxique. Il se décompose facilement dans l'acide nitrique.
Le séléniure de zinc est précisément un semi-conducteur à large bande interdite du groupe II-VI étant donné que le zinc et le sélénium appartiennent respectivement au 2e et au 6e groupe de la classification périodique. Le séléniure de zinc peut être dopé par un dopage de type N avec un halogène par exemple. Le dopage de type P est plus délicat mais peut être conduit par l'introduction d'azote.

## Applications dans le domaine optique et micro-électronique, en physique des rayonnements...
Le ZnSe est utilisé dans la fabrication de diode électroluminescentes II–VI et de diode lasers. Il émet dans le bleu clair.
Le ZnSe dopé avec du chrome (ZnSe:Cr) a été utilisé comme milieu amplificateur infrarouge avec une émission sur environ 2,5 µm.
Il est toujours employé comme matériau optique pour l'infrarouge avec une importante bande passante allant de 0,45 µm à 21,5 µm. Son indice de réfraction est d'environ 2,67 à 550 nm (vert), et d'environ 2,40 à 10,6 µm (région de l'infrarouge de l'imagerie thermique). Semblable au sulfure de zinc, le ZnSe est produit sous forme de feuilles microcristallines par la synthèse de séléniure d'hydrogène (gaz) et de vapeur de zinc. La qualité lasertran (marque déposée de la société Rohm & Haas) est particulièrement exempte de sorptions et d'inclusions et est surtout utilisée pour les optiques des lasers au CO2 à 10,6 µm de longueur d'onde. C'est donc un matériau très important dans le domaine de l'infrarouge. Dans la vie de tous les jours on peut le trouver comme fenêtre d'entrée pour les nouveaux thermomètres médicaux auriculaires à infrarouge et se présente comme une petite fenêtre de couleur jaune. Le séléniure de zinc peut réagir lentement avec l'humidité atmosphérique lorsqu'il n'est pas convenablement poli, mais, en général, ceci ne pose pas de problème. Le plus souvent on prévoit un traitement antireflet, sauf dans le cas où ces optiques sont utilisées en spectroscopie, à l'angle de Brewster ou en séparateur de faisceau.
Le ZnSe, lorsqu'il est activé (en) avec du tellure (ZnSe(Te)) est un scintillateur présentant un pic d'émission à 640 nm (rouge clair) qui convient parfaitement à la plage de fonctionnement des photodiodes. Il est utilisé dans les détecteurs de rayons X et de rayons gamma. Les scintillateurs aux ZnSe présentent des différences significatives par rapport à ceux au ZnS.